# Liste des amiraux britanniques pendant les guerres de la Révolution et du Premier Empire
Cette liste donne les noms des amiraux et contre-amiraux (Vice admirals et Rear admirals) britanniques pendant les Guerres de la Révolution française et les guerres napoléoniennes (1792-1815) sous le règne de George III du Royaume-Uni, commandant suprême des forces armées.

## La Royal Navy au temps des guerres révolutionnaires et napoléoniennes

### First Lord of the Admiralty
Le First Lord of the Admiralty était le président du Board of Admiralty et faisait fonction de ministre de la Marine, assurant le commandement supérieur de la Royal Navy. Ce poste fut occupé par différents titulaires entre 1793 et 1815.

### Admiral of the Fleet
| Nommé        |      | Nom                         | Naissance | Décès | |
| ------------ | ---- | --------------------------- | --------- | ----- | --- |
| 24 octobre   | 1781 | John Forbes                 | 1714      | 1796  | |
| 12 mars      | 1796 | Richard Howe                | 1726      | 1799  | |
| 16 September | 1799 | Peter Parker                | 1721      | 1811  | |
| 24 décembre  | 1811 | Guillaume IV du Royaume-Uni | 1765      | 1837  | à titre honoraire, sert au rang de rear admiral. À partir de 1814, la fonction est assurée par John Jervis qui sera officiellement nommé à ce poste en janvier 1820. |

## Amiraux et contre-amiraux
- Haut – A
- B
- C
- D
- E
- F
- G
- H
- I
- J
- K
- L
- M
- N
- O
- P
- Q
- R
- S
- T
- U
- V
- W
- X
- Y
- Z

### N
- Amiral Sir Horatio Nelson (1758-1805): 1er vicomte Nelson, duc de Bronte, mort le 21 octobre 1805 au large du cap de Trafalgar à l'issue de la victoire qu'il remporte sur les flottes franco-espagnoles.

### S
- Contre-amiral William Sidney Smith (1764-1840)

### Sur les autres projets
- Category:British naval commanders of the Napoleonic Wars